# Pinckard (Alabama)
Pinckard es un pueblo ubicado en el condado de Dale en el estado estadounidense de Alabama. En el censo de 2000, su población era de 667.

## Demografía
En el 2000 la renta per cápita promedia del hogar era de $ 36.875$, y el ingreso promedio para una familia era de 41.176$. El ingreso per cápita para la localidad era de 16.214$. Los hombres tenían un ingreso per cápita de 27.083$ contra 18.036$ para las mujeres.

## Geografía
Pinckard está situado en 31°18′46″N 85°32′45″O / 31.31278, -85.54583 (31.312803, -85.545713)
Según la Oficina del Censo de los EE. UU., la ciudad tiene un área total de 5.34 millas cuadradas (13.84 km²).